# 러시아의 날

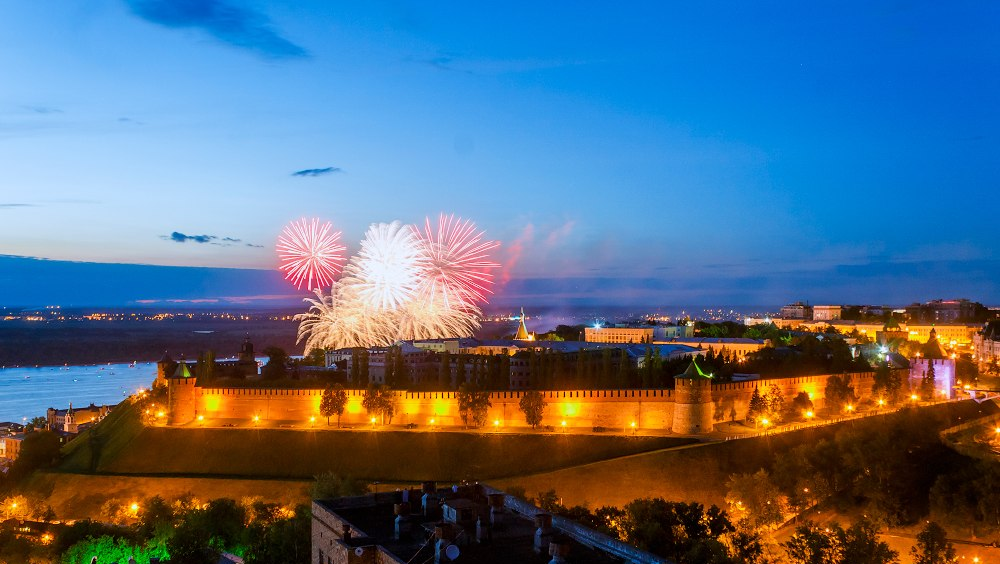

러시아의 날(러시아어: День России)은 매년 6월 12일에 해당하는 러시아의 공휴일이다. 소련이 무너지고 러시아 연방이 설립된 1991년 6월 12일을 기리기 위해 제정되었다.